# Centertown (Missouri)
Centertown è un villaggio degli Stati Uniti d'America, situato nello Stato del Missouri, nella contea di Cole.